# Halowe Mistrzostwa Świata w Łucznictwie 2009
10. Halowe Mistrzostwa Świata w Łucznictwie odbyły się w dniach 4–8 marca 2009 w Rzeszowie. Są to czwarte mistrzostwa świata rozgrywane w Polsce, ale pierwsze w hali. Udział w mistrzostwach zapowiedziało 427 zawodników i zawodniczek z 40 krajów.

## Reprezentacja Polski seniorów

### łuki klasyczne
- Jacek Proć (Strzelec Legnica)
- Rafał Dobrowolski (Stella Kielce)
- Damian Goły (Łucznik Żywiec)
- Justyna Mospinek (UKS Piątka Zgierz)
- Natalia Leśniak (Łucznik Żywiec)
- Małgorzata Ćwienczek (Czarna Strzała Bytom)

### łuki bloczkowe
- Marcin Szemiot (UKS Talent Wrocław)
- Konrad Wojtkowiak (Leśnik Poznań)
- Tomasz Pomorski (Łucznik Żywiec)
- Anna Stanieczek (Orlik Goleszów)
- Joanna Cymkiewicz (Marymont Warszawa)
- Joanna Austyn (Marymont Warszawa)

## Klasyfikacja medalowa
| Lp. | Państwo           | Złoto | Srebro | Brąz | Razem |
| 1   | Stany Zjednoczone | 7     | 4      | 2    | 13    |
| 2   | Włochy            | 2     | 3      | 4    | 9     |
| 3   | Polska            | 2     | 1      | 0    | 3     |
| 4   | Rosja             | 1     | 3      | 1    | 5     |
| 5   | Niemcy            | 1     | 1      | 0    | 2     |
| 6   | Ukraina           | 1     | 0      | 1    | 2     |
| 7   | Belgia            | 1     | 0      | 0    | 1     |
| 7   | Bułgaria          | 1     | 0      | 0    | 1     |
| 9   | Wielka Brytania   | 0     | 2      | 0    | 2     |
| 10  | Szwecja           | 0     | 1      | 0    | 1     |
| 10  | Chińskie Tajpej   | 0     | 1      | 0    | 1     |
| 12  | Francja           | 0     | 0      | 4    | 4     |
| 13  | Hiszpania         | 0     | 0      | 2    | 2     |
| 14  | Meksyk            | 0     | 0      | 1    | 1     |
| 14  | Norwegia          | 0     | 0      | 1    | 1     |

## Medaliści

### Seniorzy

#### Strzelanie z łuku klasycznego
| Konkurencja:           | Złoto:                                                              | Srebro:                                                     | Brąz:                                                            |
| indywidualnie kobiet   | Karina Winter                                                       | Natalia Valeeva                                             | Berengere Schuh                                                  |
| indywidualnie mężczyzn | Jawor Christow                                                      | Rafał Dobrowolski                                           | Jean-Charles Valladont                                           |
| drużynowo kobiet       | Włochy · Natalia Valeeva · Elena Tonetta · Pia Carmen Lionetti      | Niemcy · Karina Winter · Suzanne Posner · Elena Richter     | Rosja · Natalia Erdynijewa · Sanżi Obodojewa · Ksienija Pierowa  |
| drużynowo mężczyzn     | Stany Zjednoczone · Brady Ellison · Staten Holmes · Victor Wunderle | Włochy · Michele Frangilli · Mauro Nespoli · Amadeo Tonelli | Meksyk · Rodrigo Lastra · Juan Rene Serrano · Luis Eduardo Velez |

#### Strzelanie z łuku bloczkowego
| Konkurencja:           | Złoto:                                                                       | Srebro:                                                           | Brąz:                                                                  |
| indywidualnie kobiet   | Mary Zorn-Hamm                                                               | Holly Larson                                                      | Erika Anschutz                                                         |
| indywidualnie mężczyzn | Chance Beaubouef                                                             | Jesse Broadwater                                                  | Dominique Genet                                                        |
| drużynowo kobiet       | Stany Zjednoczone · Erika Anschutz · Mary Zorn-Hamm · Holly Larson           | Wielka Brytania · Rikki Bingham · Lucy Holderness · Nicky Hunt    | Włochy · Laura Longo · Eugenia Salvi · Georgia Solato                  |
| drużynowo mężczyzn     | Stany Zjednoczone · Chance Beaubouef · Jesse Broadwater · Braden Gellenthien | Wielka Brytania · James Bingham · Duncan Busby · Andrew Rikunenko | Francja · Sebastien Brasseur · Pierre Julien Deloche · Dominique Genet |

### Juniorzy

#### Strzelanie z łuku klasycznego
| Konkurencja:           | Złoto:                                                            | Srebro:                                                       | Brąz:                                                           |
| indywidualnie kobiet   | Joanna Kamińska                                                   | Anna Bombajewa                                                | Gloria Filippi                                                  |
| indywidualnie mężczyzn | Ivan Denis                                                        | Luca Melotto                                                  | Vetle Risinggaard                                               |
| drużynowo kobiet       | Polska · Joanna Kamińska · Paula Wyczechowska · Milena Barakońska | Rosja · Anna Bombajewa · Alena Dobyczina · Tatiana Segina     | Ukraina · Iryna Dubas · Lidia Siczenikowa · Julija Zacharczenko |
| drużynowo mężczyzn     | Ukraina · Heorhij Iwanycki · Witalij Komoniuk · Jewhen Marczenko  | Chińskie Tajpej · Kao Hao-wen · Peng Shih-cheng · Yu Hao-chun | Włochy · Lorenzo Giori · Luca Melotto · Mateo Paoletta          |

#### Strzelanie z łuku bloczkowego
| Konkurencja:           | Złoto:                                                             | Srebro:                                                                       | Brąz:                                                                             |
| indywidualnie kobiet   | Swietłana Czerkaszniewa                                            | Kendal Nicely                                                                 | Clara Nieto Taladriz                                                              |
| indywidualnie mężczyzn | Kristofer Schaff                                                   | Jonathan Friberg                                                              | Garrett Abernethy                                                                 |
| drużynowo kobiet       | Stany Zjednoczone · Sarah Lance · Kendal Nicely · Samantha Pruitte | Rosja · Anna Artiomowa · Swietłana Czerkaszniewa · Jekatierina Korobiejnikowa | Włochy · Debora Boggiatto · Giulia Cavaleri · Sara Frasson                        |
| drużynowo mężczyzn     | Włochy · Luca Di Benedetto · Luca Fanti · Jacopo Polidori          | Stany Zjednoczone · Garrett Abernethy · Ben Cleland · Kristofer Schaff        | Hiszpania · Luis Migiel Aguado · Migiel Angel Alvarez · Francisco Javier Valverde |